# Helium Vola
Helium Vola ist eine deutsche Mittelalter-Elektronik-Band, und wurde 2001 von Ernst Horn ins Leben gerufen, der zuvor bereits Gründungsmitglied von Qntal und Deine Lakaien war. Horn bestand im Vertrag mit der Plattenfirma darauf, dass Helium Vola weder als Qntal-Nachfolger gesehen noch als solcher vermarktet werden soll. Der Name der Band bedeutet „Helium, flieg!“ – in Anspielung auf das Edelgas Helium, das auch benutzt wird, um Ballons fliegen zu lassen.
Helium Vola besteht neben Ernst Horn aus der klassisch ausgebildeten Sängerin Sabine Lutzenberger. Für Ensemble-Stücke und bei den Aufnahmen kommen mehrere Sänger und Instrumentalisten mit meist ebenfalls klassischem Hintergrund zum Einsatz.
Helium Vola interpretiert mittelalterliche Lyrik in einem modernen, elektronischen Klangumfeld. Dabei entstehen sowohl sehr tanzbare Lieder wie die Single In lichter Farbe steht der Wald als auch Stücke, die stark auf Samples basieren (wie z. B. Funerali und Iuvenes auf Helium Vola).
Die Band ist hauptsächlich ein Studioprojekt. Es gab im Laufe der Jahre dennoch einige Konzerte, bei denen meistens Sabine Lutzenberger als Hauptinterpretin in Erscheinung tritt.

## Gründung
Helium Vola wurde 2001 von Ernst Horn gegründet, nachdem er das Vorläuferprojekt Qntal verlassen hatte. Er fühlte danach eine Lücke, weil ihm die Atmosphäre der mittelalterlichen Poesie und Musik fehlte. Mit dem neuen Projekt wollte Ernst Horn neue Wege finden, mittelalterliche Poesie und Musik mit zeitgenössischer musikalischer Herangehensweise und aktuellen Themen zu verbinden. Dabei sollte der Fokus auf der Elektronik mit selbsterschaffenen Sounds liegen. Zudem wollte Horn sich stärker auf die Komposition konzentrieren, um komplexer strukturierte und mehrstimmige Stücke zu entwickeln. Dabei war es ihm wichtig, den einfachen aber eleganten und beweglichen Gesangsstil zu verwenden wie er sich heute bei Interpretationen der mittelalterlichen bzw. Frühen Musik findet. Horn begann nach einer Sängerin, einer „Hauptstimme“, für sein neues Projekt zu suchen, die sich in diese Richtung spezialisiert hatte. Er kaufte viele CDs von Interpreten der „Alten Musik“ aus ganz Europa und war am stärksten beeindruckt von einer Sängerin, die in Augsburg lebt und arbeitet – also nah bei seiner Heimatstadt München.
Sabine Lutzenberger arbeitete mit dem "Ensemble für frühe Musik Augsburg", dem Ensemble Mala Punica, sowie dem Huelgas Ensemble und war bereits eine renommierte Sängerin in diesem Bereich. Sie erklärte sich bereit bei dem Projekt mitzuwirken, weil ihr das eine gute Möglichkeit erschien ein anderes Publikum zu erreichen als sonst üblich. Der Name der Band nimmt Bezug auf das Edelgas, das leichter ist als Luft und sollte den spielerischen Idealismus spiegeln, den Horn in Zusammenhang mit dem Projekt empfand. Da "Helium" bereits von einer anderen Band als Name benutzt wurde, fügte er das italienische „Vola“, das „fliegen“ bedeutet, hinzu.
Schnell fanden sich weitere Stimmen für die Ensemble-Stücke – Gerlinde Sämann (Sopran), Susan Weiland (Sopran), Andreas Hirtreiter (Tenor), Tobias Schlierf (Bass) – und Instrumentalisten, um die erste Single "Omnis mundi creatura" zu produzieren. Alle Musiker des Projektes waren und sind in der „klassischen“ Musikszene beheimatet. Der Titel hatte sofort großen Erfolg in den Clubs und das Debüt-Album "Helium Vola" wurde 2001 veröffentlicht.

## Stil

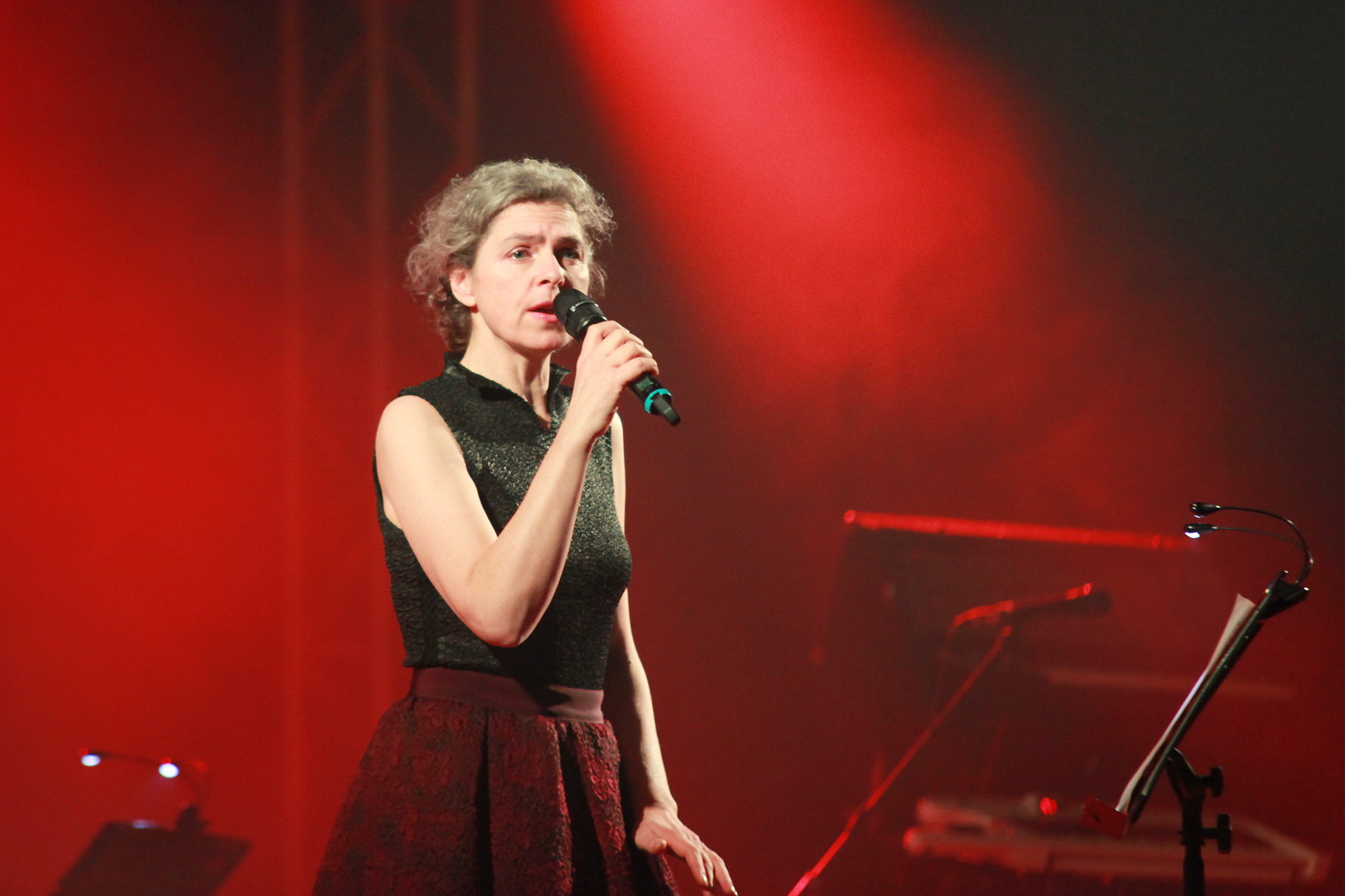
Helium Vola "Hauptstimme" Sabine Lutzenberger beim Auftritt im Rosengarten in Mannheim im Rahmen der XXX - The 30 Years-Tour von Deine Lakaien

Wie alle folgenden Alben ist das Debüt ein Konzeptalbum. Horn verbindet hier den Untergang des russischen Atom-U-Bootes Kursk im Jahr 2000 (das Album ist den Opfern gewidmet) und die Reaktionen auf diese Tragödie mit Liedern über die Jugend, deren Liebe und wie sie von älteren Generationen behandelt wird. Die Songstrukturen folgen hier noch einem „klassischen“ Pop-Schema, das in den folgenden Alben zugunsten von mittelalterlichen Stilen wie Madrigal oder Hymne in den Hintergrund tritt. Dennoch ist die Richtung, in die sich das Projekt entwickelte, bereits im Debüt zu erkennen auf dem sich oft zurückhaltend eingeführte Samples und elektronische Experimente finden. So dienen sie den tiefen Gedanken und Emotionen, die Horn aus vielfältigen Perspektiven beschreibt, mit großer Variabilität und Präzision kommuniziert von Lutzenberger. Das Projekt soll dabei nicht einfach mittelalterliche Musik und Erinnerungen vermitteln. Vielmehr will Horn in der Verbindung von Gedanken und Ideen der Poeten des Mittelalters mit denen moderner Menschen allgemeine Qualitäten des menschlichen Lebens aufzeigen.
Das zweite Album "Liod" folgte 2004 und hat verglichen mit dem Debüt ein stringenteres Konzept. Es erzählt die Geschichte einer Frau, die mit einem unehelichen Kind schwanger ist, behandelt ihr Schicksal und das des Kindes, das zu Beginn zu sterben scheint, aber am Ende durch einen Zauberspruch überlebt. Instrumentale, elektronische experimentelle Samples bilden einen roten Faden für das Album und ersetzen die reinen Sprachsamples des ersten Albums. Das Album enthält deutliche Zitate von "Omnis mundi creatura", die eine Art Leitmotiv bilden wie auch das Thema des Stückes "La fille aux cheveux noirs", einem Gedicht von Houellebecq, dessen Poesie bereits im Debüt in Erscheinung tritt.
Die bisher letzten beiden Alben "Für Euch, die Ihr liebt" und "Wohin?" sind Doppelalben, bei denen Ensemble-Stücke mehr Raum einnehmen als zuvor. Kompositorisch erreichen diese ihren Höhepunkt mit dem letzten Stück auf "Wohin?" im Stile der ars subtilior. Die Samples und elektronischen Experimente verschmelzen mit den Gesangsstücken. Ein sehr gutes Beispiel dafür ist die "Witwenklage"auf "Wohin?".

## Texte
Die Texte von Helium Vola basieren auf mittelalterlicher Poesie in einer großen Vielfalt von alten Sprachen darunter hauptsächlich Alt- und Mittelhochdeutsch, Latein, Galicisch, Provenzalisch und Italienisch. Dabei assoziiert Horn einige Sprachen mit spezifischer Musik: Provenzalisch mit Liebesliedern, während Latein strikt und eckig erklingt und das Althochdeutsche mit seinem archaischen Charakter verbindet er mit elektronischen Experimenten. Seine Idee ist es, nicht genau der mittelalterlichen Überlieferung zu folgen, sondern die allgemeinen und zeitlosen Themen wie Liebe, Tod und Natur aber auch politische Fragen zu betonen. Wenn es das Konzept des Albums verlangt, ergänzt Horn auch selbstverfasste Texte oder die Texte anderer Autoren in modernem Italienisch, Englisch und Deutsch. Das Stück “DirIch” auf “Wohin?” stammt aus der Feder von Sabine Lutzenberger.

## Konzerte

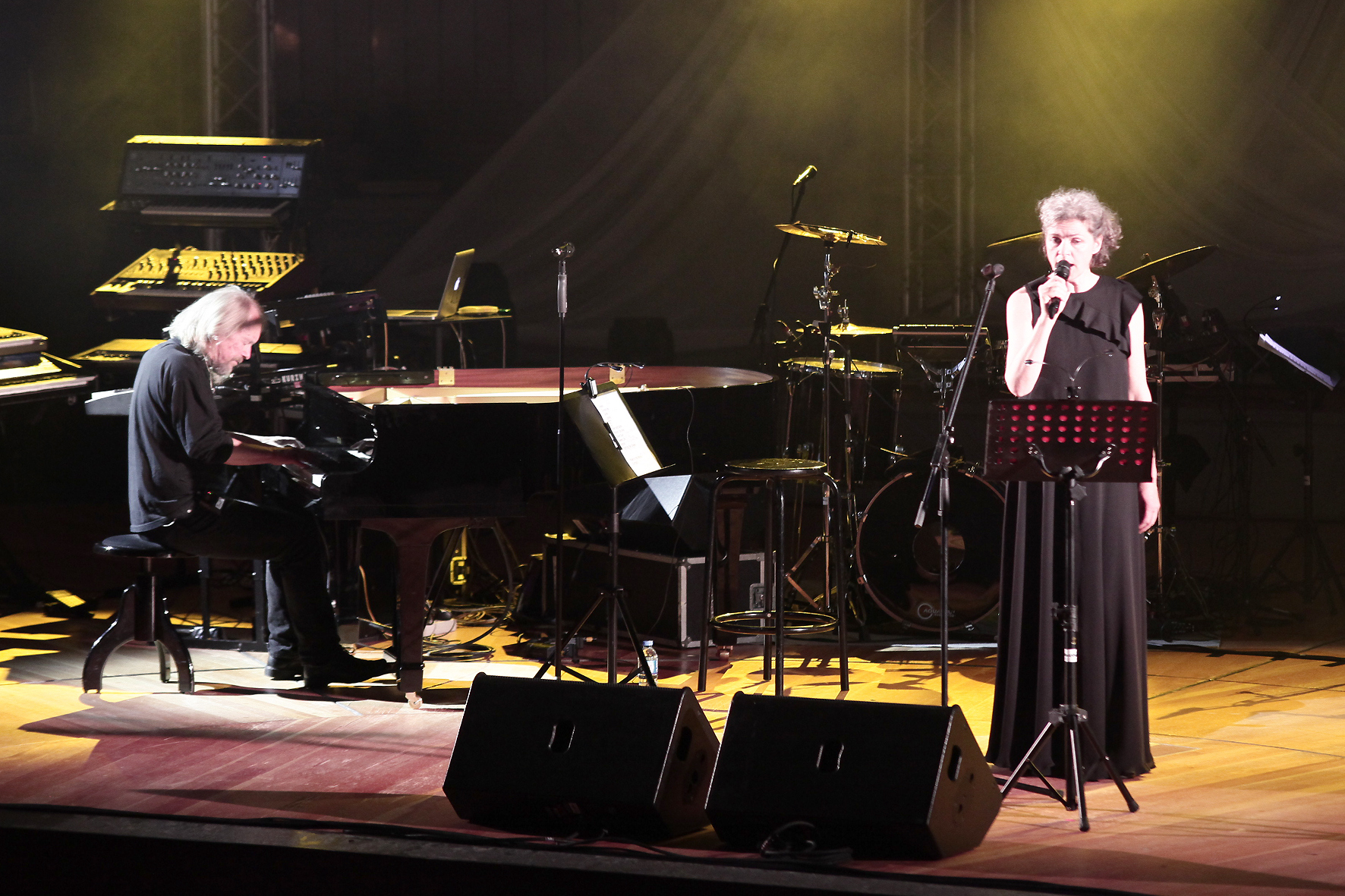
Helium Vola bei einem Akustik-Set in der Berliner Philharmonie im Rahmen der XXX - The 30 Years-Tour von Deine Lakaien

Live-Auftritte von Helium Vola sind selten aber enthusiastisch gefeiert von den Fans. Das gesamte Ensemble spielte auf dem Wave-Gotik-Treffen 2002. Zu dieser Gelegenheit kam Joel Frederiksen hinzu, ein berühmter und hochgelobter Bass spezialisiert auf Renaissancemusik und Barockmusik, der das Projekt seitdem begleitet. Ernst Horn und Sabine Lutzenberger traten zweimal als Helium Vola beim Digital-Analog-Festival München auf (2002, 2007). Zusammen spielten sie einige Helium Vola Stücke im Rahmen der XXX – The 30 Years Retrospective Tour von Deine Lakaien. Hannah Wagner, die das Helium Vola Ensemble auf dem letzten Album "Wohin?" ergänzte, spielt normalerweise einige Stücke von Helium Vola auf Konzerten ihres eigenen Projektes, Saeldes Sanc. Dabei wird sie oft von Ernst Horn begleitet.

## Sonstiges
Das 2001 veröffentlichte erste Album gehörte zu den ersten CDs mit Kopierschutz (namentlich DOC.loc). Sie war daher auf PCs und auf einigen Audiogeräten (z. B. Autoradios, die auf den billigen CD-ROM-Laufwerken basierten) nicht abspielbar. Spätere Auflagen enthielten keinen Kopierschutz mehr; zum Teil wurden CDs mit Kopierschutz umgetauscht.

## Diskografie

### Alben
- 2001: Helium Vola
- 2004: Liod
- 2009: Für Euch, die Ihr liebt (Doppelalbum)
- 2013: Wohin? (Doppelalbum)

### Singles
- 2001: Omnis Mundi Creatura
- 2004: Veni Veni
- 2004: In lichter Farbe steht der Wald